# Francis Hodur
Francis Hodur (1 tháng 4 năm 1866 - 16 tháng 2 năm 1953) là người sáng lập và là Giáo trưởng đầu tiên của Giáo hội Công giáo Quốc gia Ba Lan (PNCC). Francis Hodur được Giáo hội Công giáo phong chức linh mục vào năm 1893, ông thi hành mục vụ tại hai giáo xứ trong giáo phận Scranton. Năm  5 năm sau ngày được thụ phong linh mục, năm 1898 ông bị Giáo hoàng Lêô XIII phạt vạ tuyệt thông do ông kêu gọi cải cách giáo luật và không chấp nhận tín điều "Bất khả ngộ của Giáo Hoàng" (Pastor aeternus, Hiến chế tín lý đầu tiên về Giáo hội của Chúa Kitô"), được ban hành bởi Công đồng Vaticanô I. Cùng một cộng đoàn khoảng 200 gia đình, Francis Hodur đã thành lập Giáo xứ St. Stanislaus tại Scranton.  Hodur được phong làm giám mục vào năm 1907 và ông tiếp tục mở rộng các quyền của giám mục trong PNCC để quản lý các công việc của giáo phận của mình và phong chức linh mục ở đó. Vào thời của Hodur, ông đã xây dựng và phát triển đến 245 giáo xứ trên khắp Hoa Kỳ và Ba Lan. Sau khi ông qua đời năm 1953, người kế vị ông là Leon Growchowski, người mà ông đã phong chức giám mục vào năm 1924.